# Mirepoix (Gers)
Mirepoix é uma comuna francesa na região administrativa de Occitânia, no departamento de Gers. Estende-se por uma área de 7,25 km². Em 2010 a comuna tinha 232 habitantes (densidade: 32 hab./km²).